# Le Crozet
Crozet – miejscowość i gmina we Francji, w regionie Owernia-Rodan-Alpy, w departamencie Loara.
Według danych na rok 1990 gminę zamieszkiwały 292 osoby, a gęstość zaludnienia wynosiła 22 osoby/km² (wśród 2880 gmin regionu Rodan-Alpy Crozet plasuje się na 1337. miejscu pod względem liczby ludności, natomiast pod względem powierzchni na miejscu 890).

## Zabytki o znaczeniu krajowym:
- Donżon w Le Crozet
- Brama miejska w Le Crozet